# جنگل ملی سوپریور
جنگل ملی سوپریور (به انگلیسی: Superior National Forest) قسمتی از جنگل‌های ملی ایالات متحده است‌‌‌ که در شمال منطقه اروهد در ایالت مینه‌سوتا بین مرز مرز کانادا-ایالات متحده آمریکا و ساحل شمالی دریاچه سوپریور واقع شده‌است. این ناحیه خود بخشی از منطقه بزرگتر باندری واترز بین ایالت مینه‌سوتا و ایالت کانادایی اونتاریو است. از نطر تاریخی به خاطر نقش این ناحیه در تجارت خز در زمان کشف‌های نخستین فرانسه نو و آمریکای شمالی انگلیسی‌تبار حائز اهمیت است.

مساحت این جنگل ۱۶۰۰۰ کیلومتر مربع است و در شهرستان‌های سنت لوئیس، کوک و لیک ایالت مینه‌سوتا گسترده‌است.

## نگارخانه

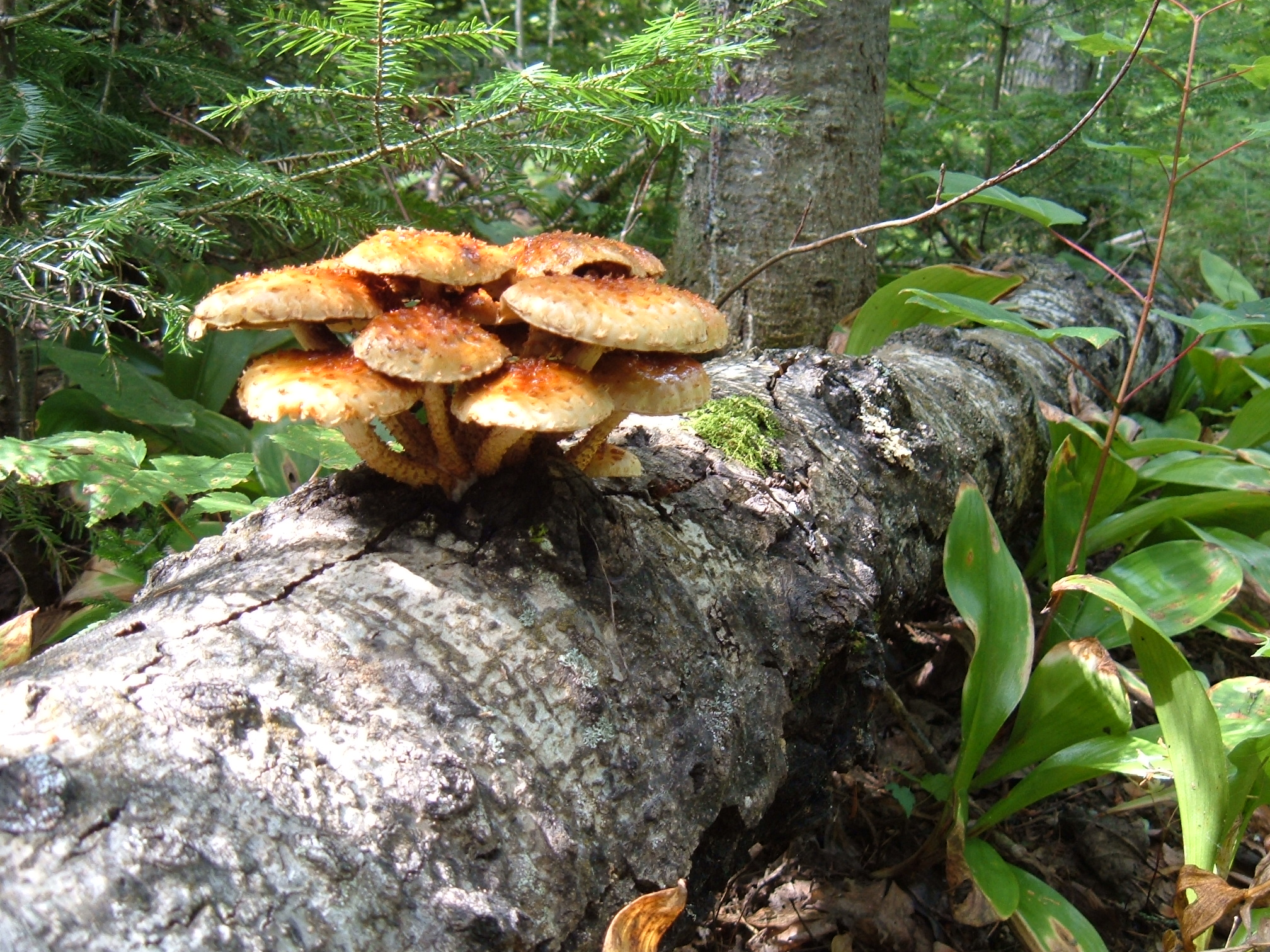